# Trischalis abbreviata
Trischalis abbreviata är en fjärilsart som beskrevs av Adalbert Seitz 1914. Trischalis abbreviata ingår i släktet Trischalis och familjen björnspinnare. Inga underarter finns listade i Catalogue of Life.